# 曽根町 (福岡県)
曽根町（そねまち）は、福岡県企救郡に存在した町。1942年5月15日、小倉市に編入され消滅した。町域は現在、福岡県北九州市小倉南区の一部となっている。下曽根駅周辺が旧市街地である。

## 歴史
- 1889年（明治22年）4月1日 - 町村制施行により企救郡曽根村、霧岳村、芝津村、朽網村が発足。
- 1907年（明治41年）6月1日 - 企救郡曽根村、霧岳村、芝津村、朽網村が対等合併し、新しい曽根村となる。
- 1934年（昭和9年）4月1日 - 町制施行により曽根町となる。
- 1935年（昭和10年）6月30日 - 集中豪雨により町内の妙見酒池が決壊。家屋多数が浸水する被害[1]。
- 1942年（昭和17年）5月15日 - 小倉市へ編入される。